# (23068) Tyagi
(23068) Tyagi es un asteroide perteneciente al cinturón de asteroides, descubierto el 7 de diciembre de 1999 por el equipo del Lincoln Near-Earth Asteroid Research desde el Laboratorio Lincoln, Socorro, Nuevo México.

## Designación y nombre
Designado provisionalmente como 1999 XY60. Fue nombrado  por Sonika Tyagi (nacida en 1990) quien obtuvo el segundo puesto en la Feria Internacional de Ciencias e Ingeniería de Intel de 2007 por su proyecto de ciencias animales. Asiste a la escuela secundaria William Dickinson, en Jersey City, Nueva Jersey, EUA.

## Características orbitales
Tyagi está situado a una distancia media del Sol de 2,529 ua, pudiendo alejarse hasta 2,924 ua y acercarse hasta 2,134 ua. Su excentricidad es 0,156 y la inclinación orbital 2,345 grados. Emplea 1469,20 días en completar una órbita alrededor del Sol.

## Características físicas
La magnitud absoluta de Tyagi es 14,86. 